# Каро (Приморски Алпи)
Каро (фр. Carros) насеље је и општина у Француској у региону Прованса-Алпи-Азурна обала, у департману Приморски Алпи која припада префектури Грас.
По подацима из 2011. године у општини је живело 11.462 становника, а густина насељености је износила 758,57 становника/km². Општина се простире на површини од 15,11 km². Налази се на средњој надморској висини од 385 метара (максималној 945 m, а минималној 63 m).

## Демографија
| 1962. | 1968. | 1975. | 1982. | 1990.  | 1999.  | 2011.  |
| ----- | ----- | ----- | ----- | ------ | ------ | ------ |
| 761   | 963   | 4.197 | 8.457 | 10 747 | 10 710 | 11.462 |

График промене броја становника у току последњих година